# Christy Turlington
Christy Nicole Turlington (Walnut Creek, Califòrnia, 2 de gener de 1969), és una supermodel estatunidenca, coneguda per les campanyes de fragàncies de Calvin Klein des de 1987. Es va criar a Danville, Califòrnia, essent la segona de tres filles de Dwain Turlington, un pilot de Pan American World Airways i Mary Elizabeth Parker, una auxiliar de vol del Salvador. També ha treballat en diverses campanyes de cosmètics Maybelline i Giorgio Armani, ha aparegut en diverses pel·lícules sobre la indústria de la moda i va ser cofundador de l'extinta Fashion Cafe.